# Nouvelle musique consonante
La nouvelle musique  consonante est un courant musical né dans les années 1980 en réaction au divorce constaté entre les compositeurs de musique contemporaine et leur audience.

## Naissance
Constatant que cette rupture avait été provoquée par une révolution du langage musical délaissant les formes traditionnelles pour une œuvre résolument ouverte (John Cage...) ou, au contraire, pour des systèmes compositionnels rigides faisant table rase du passé (sérialisme intégral, post-sérialisme...), de nombreux compositeurs ont tenté de renouer avec la tradition musicale dite 'classique'. Pour ce faire, il recherchèrent une musique consonante en évolution.
En rupture avec toute quête de système moderniste, la nouvelle musique consonante fut souvent qualifiée de postmoderne. Il s'agit toutefois d'un postmodernisme modéré puisque le rattachement à une tradition est indéniable et que bien des caractéristiques du postmodernisme ne s'y trouvent que parcimonieusement (collages, ironie...)
Plus dérangeante est l'assimilation qui est parfois faite avec le courant de l'Easy listening. En effet, bien qu'opposés à toute rupture catastrophique, les compositeurs de nouvelle musique consonante (parfois appelés 'nouveaux consonants') se placent dans une perspective d'évolution très nette.
Ce mouvement s'ancre donc sur la même philosophie que la musique minimaliste sans toutefois impliquer la répétition de cellules musicales. En effet, ce courant ne s'articule autour d'aucune caractéristique compositionnelle : elle peut être ainsi, par exemple, tonale ou atonale. Son seul dogme est de se penser comme un mode de communication qui ne peut se développer durablement sans tenir compte du public. Tout autre considération attenant au langage lui est étrangère.

## Quelques compositeurs
- Almeida Prado
- Frédéric Devreese
- Dominique Dupraz
- Vincent Ghadimi
- Piotr Lachert
- Jacques Leduc
- Michel Lysight
- Gilberto Mendes
- Oleg Paiberdin
- Georgs Pelēcis
- Jean-Marie Simonis